# NK Mladost Obrezina
NK Mladost je nogometni klub iz Obrezine, okolica Velike Gorice.

## Vanjske poveznice
- NK Mladost Obrezina  Arhivirana inačica izvorne stranice od 13. svibnja 2011. (Wayback Machine)